# Ventrispina crebrispina
Ventrispina crebrispina är en insektsart som beskrevs av Jennifer M. Cox 1987. Ventrispina crebrispina ingår i släktet Ventrispina och familjen ullsköldlöss. Inga underarter finns listade i Catalogue of Life.